# Dobrovítova Lhota
Dobrovítova Lhota (německy Dobrowit Lhota) je malá vesnice, část obce Trpišovice v okrese Havlíčkův Brod. Nachází se asi 1,5 km na severozápad od Trpišovic.
Dobrovítova Lhota je také název katastrálního území o rozloze 1,44 km².

## Pamětihodnosti
- Asi tři sta metrů východně od vesnice se dochovaly terénní pozůstatky tvrze označované jako Bilantova Lhota.[4]
- Severovýchodně od vesnice se podél toku Sázavy nachází přírodní rezervace Stvořidla.